# Locusta
|  | Per a altres significats, vegeu «Locusta (gènere)». |

Locusta, o també Lucusta (en llatí Locusta, que vol dir llagosta), va ser una fetillera nascuda a la Gàl·lia el segle I dC. Va ser famosa pels seus coneixements sobre els verins.
En temps de l'emperador Claudi va ser condemnada per enverinament. Tàcit diu que a pesar d'això, va ser utilitzada com un dels instruments de l'emperador, en el sentit de què els seus serveis van ser utilitzats per les instàncies oficials. Va ser ella precisament la que va preparar el verí amb el qual es van untar els bolets que van matar l'emperador Claudi, instigada per Agripina l'any 54.
Alguns anys després va intervindre en l'assassinat del jove Britànnic. Locusta estava sota la custodia de Juni Pol·lió, un tribú pretorià, i va ser cridada per Neró. Suetoni diu que va ser ella "que era experta en drogues" la que va proporcionar el verí a l'emperador. Però el verí subministrat va actuar més lentament del que estava previst, i va provocar només una descomposició intestinal. Neró, inquiet, la va colpejar amb les seves mans, i la va acusar d'haver preparat un medicament i no un verí. Locusta es va excusar i va dir que havia preparat una dosi petita per dissimular un crim tan horrible. Neró la va obligar a confeccionar un verí més fort que la dona va preparar en la seva presència, i que una vegada va ser administrat a Britànnic el va matar immediatament. Suetoni acaba dient que Neró com a premi li va donar la impunitat i grans extensions de terra pels seus serveis, però sota Galba fou executada, acusada de l'assassinat de més de 400 persones, juntament amb altres malfactors del regnat de Neró.
Juvenal l'anomena Locusta, i diu que ensenyava les dones innocents "com havien de portar a enterrar els seus esposos".